# Sail On
Sail On è un brano musicale pop-soul, inciso nel 1979 dal gruppo musicale statunitense dei Commodores e pubblicato come singolo estratto dall'album Midnight Magic. Autore del brano è l'allora frontman del gruppo, Lionel Richie.
Il singolo, uscito nel formato 7" su etichetta Motown Records e prodotto dagli stessi Commodores e da James Carmichael, raggiunse il quarto posto delle classifiche negli Stati Uniti.

## Significato del testo
Si tratta di una canzone d'amore: il protagonista è un uomo che si rende conto che è ormai giunta l'ora di chiudere definitivamente una relazione sentimentale.

## Tracce
7" (versione 1)
1. Sail On – 3:59
2. Thumpin' Music – 3:25

7" (versione 2)
1. Sail On – 3:59
2. Captain Quick Draw – 4:15

7" (versione 3)
1. Sail On
2. You're Special

### Classifiche
| Classifica                        | Posizione massima | Nr. di settimane |
| --------------------------------- | ----------------- | ---------------- |
| Belgio                            | 14                | 7                |
| Nuova Zelanda                     | 6                 | 22               |
| Paesi Bassi                       | 8                 | 12               |
| Regno Unito                       | 8                 |                  |
| Svezia                            | 19                | 1                |
| U.S. Billboard Hot 100            | 4                 |                  |
| U.S. Billboard Hot Black Singles  | 8                 |                  |
| U.S. Billboard Adult Contemporary | 9                 |                  |